# بکتل آگ
بکتل آگ (انگلیسی: Bechtle AG) شرکت فناوری اطلاعات آلمانی است، که در سال ۱۹۸۳ تأسیس شد.